# Inginerii Lumii Inelare
Inginerii Lumii Inelare (1980) (titlu original The Ringworld Engineers) este un roman science fiction scris de Larry Niven. Cartea reprezintă prima continuare din populara saga a lui Niven Lumea Inelară, fiind nominalizată atât la premiul Hugo, cât și la premiul Locus în 1981.
În introducerea romanului, Niven afirmă că nu intenționa să scrie decât un roman despre Lumea Inelară, însă, datorită sprijinului fanilor, și-a schimbat opțiunea. În primul rând, popularitatea Lumii Inelare a dat naștere cererii pentru o continuare. În al doilea rând, fanii au descoperit o serie de probleme tehnice privitoare la Lumea Inelară descrisă în roman. Una dintre cele mai importante era că Lumea Inelară, fiind o structură rigidă, nu orbita exact soarele său, ci aluneca ușor, ceea ce avea să cauzeze în cele din urmă coliziunea cu soarele și dezintegrarea. În introducerea romanului, Niven declară că studenții de la MIT care au venit la Convenția Mondială de Science Fiction din 1971 cântau: „Lumea Inelară e instabilă! Lumea Inelară e instabilă!” Niven motivează scrierea Inginerilor Lumii Inelare prin dorința de a rezolva aceste probleme tehnice.

## Intriga
Elementul central al acțiunii îl reprezintă instabilitatea Lumii Inelare. „Ultimul”, fost conducător al Păpușarilor, îi răpește pe omul Louis Wu (care a devenit un cablat) și kzin-ul Chmeee (cunoscut anterior ca „Interlocutorul Animalelor”), care făcuseră parte din expediția pe Lumea Inelară prezentată în primul roman. Ultimul speră să obțină tehnologia Lumii Inelare pentru a redeveni conducător. 
De-a lungul romanului, Louis și Chmeee explorează Lumea Inelară pentru a afla unde au construit creatorii ei sistemul de control și reparații. În timpul călătoriei lor, ei întâlnesc o serie de specii hominide care trăiesc pe Lumea Inelară. De asemenea, află mai multe despre „hărțile” diferitelor lumi din spațiul cunoscut, aflate într-unul dintre Marile Oceane ale Lumii Inelare. Aceste hărți la scară reală includ, printre altele, Kzin, Pământul și Marte.
Pe harta marțiană, membrii expediției găsesc camera de control a Lumii Inelare, ascunsă într-un vast labirint de camere aflat în spațiul de sub hartă. Pentru a crea o atmosferă rarefiată pe Marte, harta planetei a fost construită la o altitudine de 32 km deasupra suprafeței Lumii Inelare, dând naștere unei cavități de 4,7×109 km3. Centrul de Control conține spațiu locuibil pentru mii de Protectori Pak, precum și spațiu pentru cultivarea „arborilor-vieții” necesari atâtor Protectori. În celelalte camere se află, printre altele, sistemul de apărare antimeteorică, care folosește o rețea de superconductori încastrată în fundația de scrith pentru a manipula câmpul magnetic al soarelui Lumii Inelare și a crea erupții solare; acestea sunt folosite pentru a genera un efect laser puternic, capabil să distrugă totul în calea sa. 
În timpul misiunii de găsire centrului de control și de salvare a Lumii Inelare, membrii expediției află ce s-a întâmplat cu Teela Brown, pe care o lăsaseră în urmă după explorarea petrecută în urmă cu douăzeci de ani sub conducerea Păpușarului Nessus.

## Legături cu alte opere din Spațiul Cunoscut
În afara legăturilor evidente cu romanul precedent, Lumea Inelară, Inginerii Lumii Inelare folosește și ideea elaborată în romanul din 1973 al lui Niven Protector, pentru a explica destinul Teelei Brown.

## Premii și nominalizări
Inginerii Lumii Inelare a fost nominalizată în 1981 atât pentru premiul Hugo, cât și pentru premiul Locus la categoria roman.